# Dispo (アプリケーション)
Dispo（ディスポ）とは、人気YouTuberのDavid Dobrik（デイビッド・ドブリック）が立ち上げたDispo社が開発している招待制の写真SNSアプリケーション。次世代Instagramとも呼ばれている。特徴は使い捨てカメラ風のカメラアプリで朝の9時にならないと写真が見られない仕組みとなっている。

## 沿革
Dispo創業者である、David Dobrik（デイビッド・ドブリック）は元々Vineで活動しており人気者になった。それから、舞台をYouTubeへ移しメインのチャネルだけで1880万人が登録している。その後の2019年6月、使い捨てカメラだけで写真を撮って載せるためのInstagramアカウントを開設し投稿し続けたところ人気になり、ヒントを得て2020年1月「Dispo」の初期バージョンである「David’s Disposable」というアプリをローンチした。2020年9月にアプリ名を「Dispo」に変更した。
2021年2月20日現在はβテスト版で利用可能人数の上限である1万人を超えたため招待されても入れない状態となっている。βテスト版のためAndroidは現在非対応。

## 特徴
招待制の写真SNSで写ルンですのような使い捨てカメラ風のカメラアプリ。今までの写真SNSは取った写真はすぐ見られるようになっているが、Dispoは朝9時にならないと写真が見られない仕組みなので撮った写真がどのような仕上がりになっているか待ち時間を楽しめる。また写真も加工が当たり前だがDispoは画質も使い捨てカメラ画質であり加工機能はない。招待枠は1人20人